# Mokro (Široki Brijeg)
Pour les articles homonymes, voir Mokro.
Mokro (en cyrillique : Мокро) est un village de Bosnie-Herzégovine. Il est situé sur le territoire de la ville de Široki Brijeg, dans le canton de l'Herzégovine de l'Ouest et dans la fédération de Bosnie-et-Herzégovine. Selon les premiers résultats du recensement bosnien de 2013, il compte 1 442 habitants.
Le village est également connu sous le nom de Duboko Mokro.

## Géographie
Le village est situé au bord de la rivière Ugrovača, un affluent de la Lištica.

## Démographie

### Évolution historique de la population dans la localité
| 1948 | 1953 | 1961 | 1971 | 1981 | 1991 | 2013  |
| ---- | ---- | ---- | ---- | ---- | ---- | ----- |
| -    | -    | 626  | 713  | 657  | 639  | 1 442 |

|  |

## Personnalités
- Sofija Naletilić Penavuša (1913-1994), sculptrice autodidacte croate et bosniaque